# 銀刀軍
銀刀軍是唐朝節度使王智興所建立的親軍。
長慶（821年—824年）初年，河朔三鎮叛亂，朝廷以王智興為武寧軍節度副使，率領徐州（今屬江蘇）三千兵討伐，王智興至徐州，募勇悍之士二千人，號銀刀、雕旗、門槍、挾馬等七軍。七軍中又以銀刀軍待遇最厚，是智興的近侍親兵，每日三百人守衛，他們帶著兵器坐在大堂兩邊廊屋懸掛的帷幕下，“稍不如意，相顧笑議於飲食間，一夫號呼，眾卒相和。節度多懦怯，聞亂則後門逃去，如是且久。”
在王智興的縱容下，銀刀軍驕橫難制，以父子相承。田牟雖軍旅出身，能與銀刀軍稱兄道弟，“每與驕卒雜坐，酒酣撫背，或為之執板唱歌。犒賜之費，日以萬計”，仍無法有效管理銀刀軍。田牟死後由溫璋繼任。銀刀軍得知溫璋向來嚴飭，陰怀猜忌，於是銀刀軍驅逐節度使溫璋。咸通三年（862年），王式任武寧節度使，移鎮徐州，僅穿短襖，露半臂，往胡床一坐，銀刀軍無人敢動，於是王式盡殺銀刀軍，其餘黨親戚全部發配遠處。